# Печатные символы
Печа́тные (графи́ческие) си́мволы — это символы в кодировке, имеющие графическое представление, например в виде значка на бумаге или определённого рисунка на экране, а также часть пробельных символов, не относящаяся к управляющим символам. Примерами печатных символов являются буквы, цифры, знаки препинания, математические и псевдографические символы.
В ISO/IEC 646 и связанных с ним стандартах, включая ISO/IEC 8859 и Юникод, печатным считается любой символ, предназначенный для написания, печати или иного отображения в форме, которая может быть прочитана человеком. Другими словами, это любой символ в кодировке, связанный с одним или несколькими глифами.
Таким образом, печатный символ — это такой символ, при получении которого устройство вывода текста (например, матричный принтер) должно отобразить соответствующее ему графическое представление, после чего перейти (для приведённого примера — переместить печатающую головку) к следующей знаковой позиции. Печатные символы противопоставляются управляющим символам, на которые устройства вывода текста должны реагировать иначе.
Код ASCII содержит 95 печатных символов, расположенных в позициях 0x20—0x7E кодовой таблицы:
|    | .0 | .1 | .2 | .3 | .4 | .5 | .6 | .7 | .8 | .9 | .A | .B | .C | .D | .E | .F |
| -- | -- | -- | -- | -- | -- | -- | -- | -- | -- | -- | -- | -- | -- | -- | -- | -- |
| 2. | SP | !  | "  | #  | $  | %  | &  | '  | (  | )  | *  | +  | ,  | —  | .  | /  |
| 3. | 0  | 1  | 2  | 3  | 4  | 5  | 6  | 7  | 8  | 9  | :  | ;  | <  | =  | >  | ?  |
| 4. | @  | A  | B  | C  | D  | E  | F  | G  | H  | I  | J  | K  | L  | M  | N  | O  |
| 5. | P  | Q  | R  | S  | T  | U  | V  | W  | X  | Y  | Z  | [  | \  | ]  | ^  | _  |
| 6. | `  | a  | b  | c  | d  | e  | f  | g  | h  | i  | j  | k  | l  | m  | n  | o  |
| 7. | p  | q  | r  | s  | t  | u  | v  | w  | x  | y  | z  | {  | \| | }  | ~  |    |

В ISO/IEC 646, основанном на ASCII, печатные символы расположены аналогичным образом. Тем не менее, если в ASCII пробел (SP, кодовая позиция 0x20) считается печатным символом, не имеющим графического представления, то в ISO/IEC 646 он считается и печатным, и управляющим символом (как символ форматирования, выполняющий функцию перемещения активной знаковой позиции (например, каретки АЦПУ) на одну позицию вперёд) одновременно. Подобная классификация пробела используется не только в ISO/IEC 646, но и в большинстве связанных с ним стандартов, включая ГОСТ 27465—87 и Юникод.
В так называемом расширенном ASCII (ASCII-совместимых кодовых страницах) символы верхней половины кодовой таблицы (позиции 0x80—0xFF), как правило, также являются печатными; одним из исключений является семейство кодировок ISO/IEC 8859, у которых в кодовых позициях 0x80—0x9F расположены управляющие символы. Кроме того, в ряде кодовых страниц расширенного ASCII печатными символами заменены некоторые первоначально управляющие символы (так, например, символ забоя (DEL, кодовая позиция 0x7F) в некоторых вариантах CP437 заменён на символ «домик» (⌂)).

### Комментарии
1. ↑  Строго говоря, классификация пробельных символов зависит от используемой кодировки. Так, например, пробел может считаться либо управляющим символом (как в телетайпном коде ITA2), либо печатным символом (как в ASCII), либо и тем, и другим одновременно (как в ISO/IEC 646).